# Axelgenerator
En axelgenerator är generator i ett fartygsmaskineri som drivs av fartygets huvudmaskineri. Ombord på fartyg framställs elkraften främst med hjälpmaskiner - alltså ett generatorset bestående av en dieselmotor med en påkopplad generator. För att spara bränsle finns det ombord på många fartyg även en axelgenerator som är kopplad på framdrivningsmaskinen. Namnet "axelgenerator" kommer eftersom denna är kopplad på fartygets propelleraxel (via en växel som anpassar varvtalet till generators varvtal). Fördelar med detta arrangemang är att man utnyttjar huvudmaskinens oftast längre specifika bränsleförbrukning, samt att man kan spara energi genom att stänga av eventuella hjälpsystem för hjälpmaskinerna.